# Acid ioxitalamic
Axit ioxitalamic (còn được biết đến dưới tên thương hiệu Telebrix) là một phân tử monome được sử dụng làm thuốc cản quang. 